# Ford
Форд Мотор компанија амерички је мултинационални произвођач аутомобила, основао га је Хенри Форд у граду Детроиту у савезној држави Мичиген 16. јуна 1903. године.
Форд је производњу започео квадрисајклом (енгл. Ford Quadricycle) лансиран 1895., покретаним мотором с 8 коњских снага. Компанија је увела велики преокрет у масовну производњу аутомобила користећи идеје Ели Витнија о производној траци и замјенским дијеловима, што је омогућило јефтиније склапање аутомобила и већу поузданост. У раним годинама компанија је производила мале количине аутомобила у фабрици која се налазила у Детроиту, а двоје или троје људи радило је на аутомобилима уграђујући дијелове наручене од других произвођача.
Године 1908, појавио се познати модел Т, а 1913. развијена је техника потребна за покретну производну траку, те је Форд производио 50% свих аутомобила у Сједињеним Државама. До појаве Форда, аутомобили су већином били занатски или малосеријски производ, те је њихова цена била изван досега многих.
Форд је 2015. године био други највећи произвођач аутомобила у САД иза Џенерал моторса са скоро 6,4 милиона јединица, а пети у свету иза Тојоте, Фолксваген групе, Хјундаи-Кија групе и Џенерал моторса.
Концерн је дионичко друштво од 1955. године, а тренутачно има седиште у Дирборну у савезној држави Мичиген. 18. октобар 2003. тамо је произведено укупно 300 милионито Фордово возило, а био је то тамноцрвени Форд мустанг у кабриолетској верзији.
Осим марке Форд, концерну припадају и Линколн и бразилски произвођач теренских аутомобила Тролер. Некада су Форду припадали и Астон Мартин, Јагуар, Ленд Ровер, Волво и Мазда. Фордове подружнице су били Едсел, Континентал, Меркјури, Меркур, Метеор и FPV (Ford Performance Vehicles). Седиште за европски развојни центар Форда је у Келну, у Немачкој.

## Историја
Предузеће је почело са радом у малој фабрици која је била адаптирана од вагона у Детроиту 16. јуна 1903. године. Имовина предузећа састојала се од алата, инструмената, машина, планова, спецификација, нацрта, патената, неколико модела и 28.000 долара готовине, коју су уложила дванаесторица инвеститора.
Заједно с Хенријем Фордом, први акционари ове младе корпорације били су трговац угљем, његов књиговођа и банкар, двојица браће која су имала радионицу и израђивала моторе, столар, два адвоката, службеник, власник галантеријске радње и човек који је градио ветрењаче и правио ваздушне пиштоље.
Први аутомобил који је био понуђен на продају описан је као најсавршенији мотор на тржишту и тако једноставан да би и петнаестогодишњак могао да управља њиме. Први аутомобил продат је др Е. Фенигу из Чикага, који је аутомобил купио месец дана након оснивања предузећа, на огромно задовољство забринутих акционара који су нервозно загледали салдо који се смањио на 223 долара. Следећих пет година млади Хенри Форд, прво као главни инжењер а касније као председник, усмеравао је све развојне и производне програме, који су 1905. године били премештени из изнајмљених просторија на Мак Авенији у Детроиту у много већу зграду у улици Пикет и Бобијен.
Укупно 1.700 аутомобила, раних модела А, изашло је из старе фабрике током првих 15 месеци рада. Између 1903. и 1908. године Хенри Форд и његови инжењери грозничаво су прошли кроз 19 слова абецеде од модела А до модела С. Неки од тих аутомобила били су експериментални и никад нису изашли у јавност. Неки су имали два цилиндра, неки четири, а један је имао шест; неки су имали погон преко ланца, а неки преко вратила, а у два мотор је био смештен испод возачевог седишта. Вероватно је један од најуспешнијих аутомобила био модел Н - мали, лаган, имао је мотор са четири цилиндра и тржишну цену од 500 долара. Модел К, лимузина са шест цилиндара вредна 2.500 долара, слабо се продавала.
Неуспех модела К, заједно с Фордовим инсистирањем да будућност предузећа лежи у производњи не превише скупих аутомобила за широко тржиште, проузроковали су нетрпељивост између Форда и Александра Малкомсона, детроитског трговца угљем, који је био кључан у подизању иницијалних 28.000 долара. Малкомсон је напустио компанију, а Форд је стекао довољно својих акција да повећа удео на 58,5%. Постао је председник 1906. године, наследивши после његове смрти Џона С. Греја, детроитског банкара. Несугласице између акционара нису међутим угрозиле будућност младог предузећа ни изблиза као што је то учинио Џорџ Селден. Селден је имао патент на друмске локомотиве, које су покретане моторима са унутрашњим сагоревањем. Да би заштитио свој патент, формирао је снажан синдикат за издавање лиценце одабраним произвођачима, како би извукао провизију за сваку кочију без коња направљену или продату у Америци. Капија фабрике у Мак Авенији тек се била отворила када је Селденов синдикат тужио Форд мотор компанију која је храбро ушла у посао без Селденове лиценце. Друге, јаче аутомобилске компаније радије су плаћале провизију него да ризикују сукоб са Селденовим синдикатом. Хенри Форд је међутим био је уверен да патент Џорџа Б. Селдена на сва возила са унутрашњим сагоревањем није важећи и да се томе треба супротставити. Зато су Форд и партнери одлучили да уђу у спор. Осам година касније, 1911. године, након скупог и невероватно сложеног судског поступка, предузеће Форд добило је битку која је и њега и целу растућу аутомобилску индустрију ослободило те претње даљем развоју.

## Почетак масовне производње
До краја 1913. године, предузеће Форд Мотор Компани производило је половину свих аутомобила у Сједињенима Америчким Државама. Да би задовољио потражњу, Форд је покренуо масовну производњу у фабрици. Размишљао је да уколико сваки радник остане на једном месту са једним тачно одређеним задатком, аутомобил ће бити обликован знатно брже уколико се креће од одељења до одељења и на тај начин би се уштедели многи уложени радни сати.
Како би испробао ту теорију, у лето 1913. године конопцем и витлом вукли су шасију по поду фабрике у Хајленд Парку, у Мичигену. Модел Т излазио је с покретне траке сваких 10 секунди сваког радног дана.
Хенри Форд узбуркао је свет 5. јануара 1914. године најавивши минималну надницу од 5 долара дневно – више него двоструко од постојеће минималне наднице.
Форд је резоновао да се са сада могућом великом производњом јефтинијих аутомобила, може више продати уколико их и радници могу купити. Своју одлуку да радни дан од осам сати плати 5$ сматрао је најбољим потезом који је икада направио. “Могу да пронађем метод производње који ће омогућити високе наднице,” рекао је. Ако смањите наднице, управо сте смањили број својих купаца.
Модел Т почео је руралну револуцију. Дан за 5$ и филозофија која се крила иза тога, почели су и социјалну револуцију. Покретна трака почела је индустријску револуцију.
У својих 19 година производње, Модел Т доживео је производњу и продају 15.007.033 аутомобила само у Сједињеним Државама. Предузеће Форд Мотор Компани чврсто се устоличило као гигантски индустријски комплекс који се проширио широм света. Током тих година интензивног ширења, предузеће је доживело:
- пресељење у веће постројење у Хајленд Парк, у Мичиген (1910)
- отварање прве подружнице у Канзас Ситију, у Мисурију (1911)
- успоставу нових постројења у Филаделфији, Минеаполису, Лонг Ајленд Ситију и Бафалу, како би ишла укорак са потражњом за возилима (1913)
- почетак производње камиона и трактора (1917)
- почетак изградње огромног комплекса Роуџ у Дирборну, Мичиген (1917)
- масовну производњу познатих подморница из Првог свјетског рата, Игл боутс (1918)
- прелаз у потпуно власништво Хенри Форда и његовог сина Едсела, који је наследио оца на месту председника (1919)
- куповину предузећа Линколн мотор компани (1922)
- производњу првог од 196 Фордових авиона са три мотора које је користила прва америчка комерцијална авио-компанија (1925)

До 1927. године, време је прегазило Модел Т. Побољшан, али у основи непромењен толико година, губио је тло пред новим, моћнијим моторима које је нудила конкуренција. 31. маја, Фордова постројења у целој земљи затворила су се на 6 месеци како би преобликовали нови Модел А.
Модел А био је побољшан аутомобил у сваком погледу. Више од 4.500.000 аутомобила у неколико варијанти и боја, возило се националним путевима између 1927. и 1931. године.
Међутим, Модел А је коначно избачен због потражње за још луксузнијим и још јачим аутомобилима.
Предузеће Форд Мотор Компанија било је спремно за то својим новитетом – првим В-8 – који је представљен јавности 1. априла 1932. године. Форд је било прво предузеће у историји које је успешно произвело В-8 у једном комаду. Стручњаци су уверавали Форда да то није могуће. Много година је протекло пре него што су Фордови конкуренти научили како да произведу поуздан В-8. У међувремену, Фордов аутомобил и његов снажан мотор постали су фаворити Американаца свесних спортских перформанси.
Производња путничких аутомобила изненада је обустављена 1942. године када је предузеће било присиљено да све своје капацитете стави на располагање ратној производњи. Инициран од стране Едсела Форда, велики ратни програм произвео је 8.600 бомбардера Консолидејтид B-24 Либерејтор са четири мотора, 57.000 авионских мотора и више од 250.000 тенкова, противтенковских борбених возила и остале ратне опреме за мање од три године.

## Власништво

### Актуелно власништво
| Порекло | Марке   | Успост. | У власништву од: | Тржишта                                           |
| ------- | ------- | ------- | ---------------- | ------------------------------------------------- |
| САД     | Форд    | 1903.   | 1903.            | Глобално                                          |
| САД     | Линколн | 1917.   | 1922.            | Северна Америка, Средњи исток, Кина, Јужна Кореја |

### Некадашње власништво
| Порекло  | Марке        | Године                      | Тржишта                       | Судбине                                                 |
| -------- | ------------ | --------------------------- | ----------------------------- | ------------------------------------------------------- |
| САД      | Континентал  | 1956. – 1986.               | Северна Америка               | Прекинуто                                               |
| САД      | Едсел        | 1957. – 1960.               | Северна Америка               | Прекинуто                                               |
| САД      | Фордсон      | 1917. – 1964.               | Северна Америка, Ирска, УК    | Прекинуто                                               |
| САД      | Меркјури     | 1939. – 2011.               | Северна Америка, Средњи исток | Прекинуто                                               |
| САД      | Меркур       | 1985. – 1989.               | Северна Америка               | Прекинуто                                               |
| АУС      | ФПВ          | 2002. – 2014.               | Аустралија                    | Прекинуто                                               |
| БРА      | Тролер       | 2007. – 2021.               | Бразил                        | Угашена компанија, фабрика коју је затворио Форд Бразил |
| ЈПН      | Мазда        | 1974. – 2015.               | Глобално                      | Продате акције                                          |
| ШВЕ/ ФРА | Волво/Рено   | 1999. – 2010./2001. – 2010. | Глобално/Европа               | Продати Џилију                                          |
| УК       | Астон Мартин | 1989. – 2007.               | Глобално                      | Продато приватном конзорцијуму                          |
| УК       | Јагуар       | 1989. – 2008.               | Глобално                      | Продат Тата Моторс-у                                    |
| УК       | Ленд Ровер   | 2000. – 2008.               | Глобално                      | Продат Тата Моторс-у                                    |
| ИТА      | Де Томасо    | 1971. – 1974.               | Глобално                      | Продат Алехандру де Томасу                              |
| ИТА      | Мото Гуци    | 1973. – 1974.               | Глобално                      | Продат Алехандру де Томасу                              |
| ИТА      | Бенели       | 1972. – 1974.               | Глобално                      | Продат Алехандру де Томасу                              |
| КАН      | Метеор       | 1949. – 1976.               | Канада                        | Прекинуто                                               |
| КАН      | Монарк       | 1946. – 1961.               | Канада                        | Прекинуто                                               |
| КАН      | Фронтенак    | 1960.                       | Канада                        | Прекинуто                                               |

## Модели

### Садашњи модели
- Ford Edge
- Ford E-Series
- Ford Expedition
- Ford Explorer
- Ford F-MAX (камион)
- Ford Focus
- Ford F-Series
- Ford Galaxy
- Ford GT
- Ford Kuga
- Ford Mondeo (у Кини)
- Ford Mustang
- Ford Mustang Mach-E
- Ford Puma (кросовер)
- Ford Ranger
- Ford S-MAX
- Ford Super Duty
- Ford Taurus

### Некадашњи модели
- Ford B-MAX
- Ford C-MAX
- Ford EcoSport
- Ford Fiesta
- Ford Fusion (Европа)
- Ford Ka
- Ford Mondeo (у Европи)
- Ford Puma (Купе)
- Ford Capri
- Ford Granada
- Ford Taunus
- Ford Escort
- Ford Sierra